# C/1843 D1
C/1843 D1 (Wielka Kometa Marcowa 1843) – kometa długookresowa, którą można było obserwować gołym okiem w 1843 roku.  Kometa ta należy do grupy Kreutza.

## Odkrycie i obserwacje komety
Kometa została zaobserwowana po raz pierwszy 5 lutego 1843 roku. Jej jasność gwałtownie wzrastała. Można ją było widzieć nawet za dnia w niewielkiej (1°) odległości od Słońca. Miała bardzo długi warkocz kometarny, jego długość wynosiła ok. 2 j.a. 6 marca kometa osiągnęła największą jasność. Najlepsze warunki do obserwacji tego obiektu były na półkuli południowej. Po raz ostatni widziano ją 19 kwietnia 1843 roku.

## Orbita komety
C/1843 D1 porusza się po orbicie w kształcie bardzo wydłużonej elipsy o mimośrodzie 0,99. Jej peryhelium znalazło się w odległości zaledwie 0,005 j.a. od Słońca (830 000 km), a aphelium to wartość 128,5 j.a. Nachylenie orbity do ekliptyki wynosi 144,35˚.